# Cultul personalității lui Carol al II-lea
În ultima parte a domniei sale, regele Carol al II-lea s-a aflat în centrul unui cult al personalității, care s-a accentuat în anul 1938, când a fost instaurată dictatura regală. Acesta a ținut până la exilarea lui Carol din 1940. 

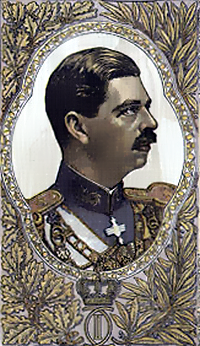
Carol al II-lea pe bancnota de 1000 de lei

La început, cultul personalității era unul moderat, ca în orice monarhie constituțională. Acesta a devenit exagerat după 1938 (ulterior și în 1940, o dată cu crearea Partidului Națiunii), când presa a început să fie controlată, Carol fiind numit Salvator, Conducător, Rege al renașterii sau Voievod al culturii. El era prezentat ca cel al cărei misiune nobilă este restabilizarea statului, cauzată de partidele incompetente.

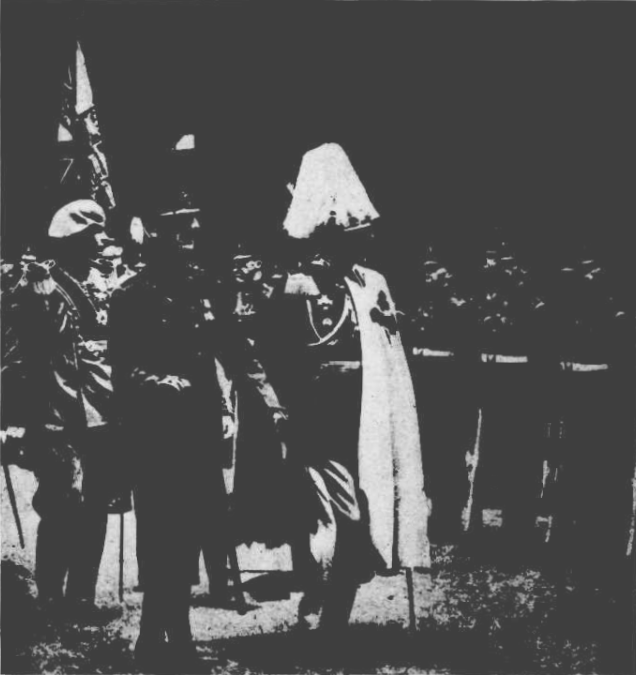
Regele Carol și fiul său, Mihai, în 1938. Carol poartă simbolul Frontului Renașterii Naționale.